# Uzem
Uzem (macedónul: Узем) település Észak-Macedóniában, a Északkeleti körzetben, Kriva Palanka községben.

## Népesség
| Lakosok száma | 560  | 632  | 574  | 494  | 314  | 276  | 272  | 256  | 193  |
|               | 1948 | 1953 | 1961 | 1971 | 1981 | 1991 | 1994 | 2002 | 2021 |

- 2002-ben 256 lakosa volt, akik közül 254 macedón és 2 szerb.